# Hezychiusz z Egiptu

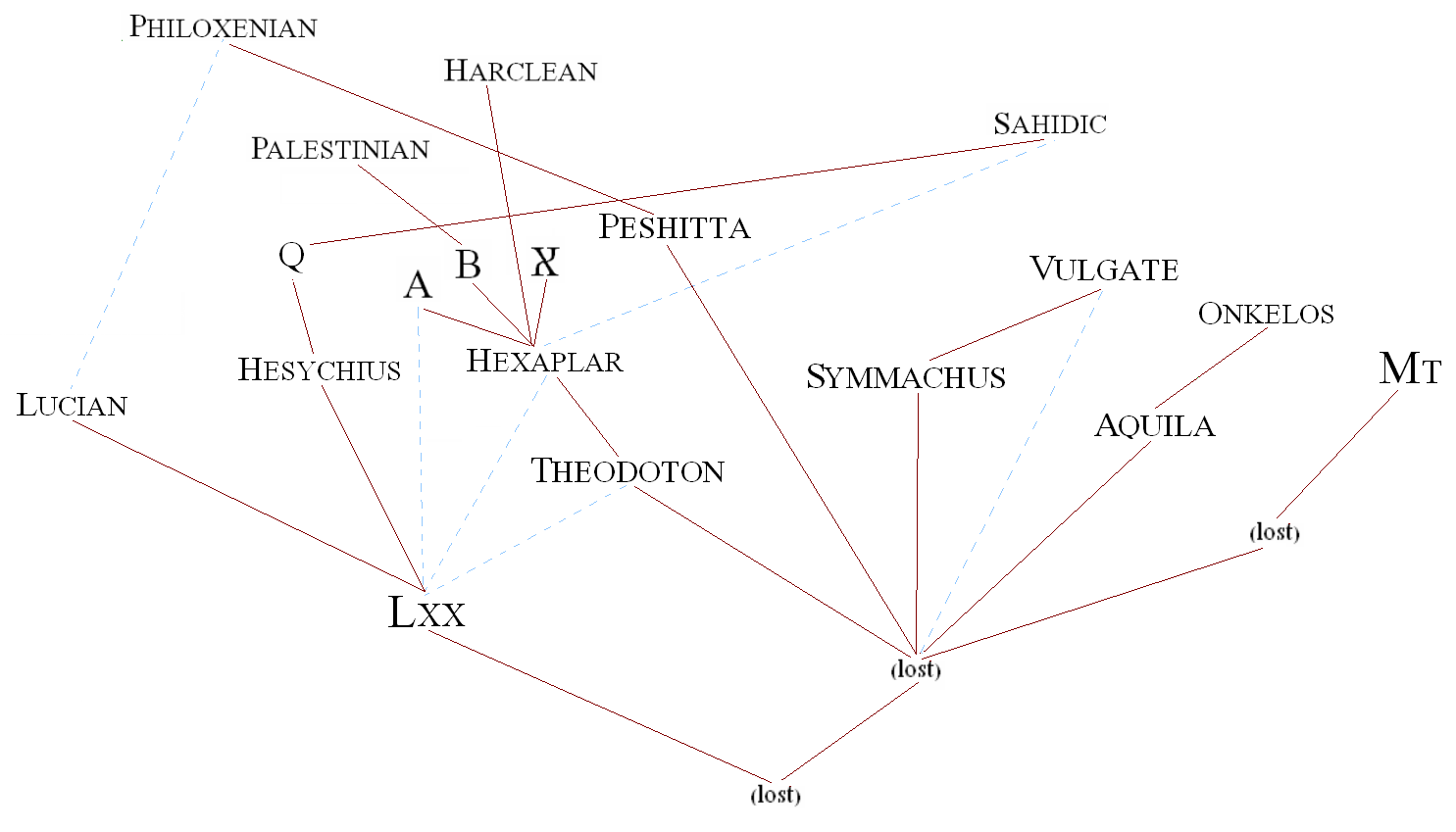
Zależność pomiędzy starożytnymi przekładami i recenzjami Starego Testamentu z zaznaczoną recenzją hezychiańską

Hezychiusz – biskup, żyjący w końcu III i na początku IV stulecia. Znany jest jako egzegeta, który poprawił tekst Septuaginty, w oparciu o tekst hebrajski (recenzja hezychiańska). Jego rewizja tekstu była, w miejsce tekstu Orygenesa, powszechnie stosowana w kościołach w Egipcie i Aleksandrii, lecz równocześnie ostro krytykowana na Zachodzie. W oparciu o jego recenzję, dokonano przekładu ST na dialekt bohairski, również przekład ormiański w niektórych partiach bazuje na recenzji hezychiańskiej.
Dawniej sądzono, że skompilował również tekst Ewangelii. Przez Brooke’a F. Wescotta i Hermanna von Sodena Hezychiusz był uważany za twórcę rodziny rękopisów tekstu aleksandryjskiego w wyniku dokonanej przez niego recenzji. Odkrycia rękopisów dokonanych w drugiej połowie XX wieku (Bodmer II, Bodmer XIV-XV) obaliły teorię recenzji hezychiańskiej Nowego Testamentu. 
Jako duchowny, Hezychiusz uczestniczył w potępieniu schizmy melecjan. W 296 roku wraz z Phileasem, Theodorusem i Pachomiusem napisał list adresowany do melecjan, schizmatyków z Lykopolis, odrzucając błędy Melecjusza z Lykopolis oraz udzielone przez niego święcenia. Euzebiusz z Cezarei stwierdza, że Hezychiusz oraz jego trzej towarzysze zginęli śmiercią męczeńską w Aleksandrii w czasie prześladowań Dioklecjana.